# NGC 3748
NGC 3748 is een lensvormig sterrenstelsel in het sterrenbeeld Leeuw. Het hemelobject werd op 5 april 1874 ontdekt door de Britse astronoom Ralph Copeland.

## Synoniemen
- MCG 4-28-7
- Arp 320
- ZWG 127.7
- HCG 57E
- VV 282
- PGC 36007